# Gut Ringelsbruch

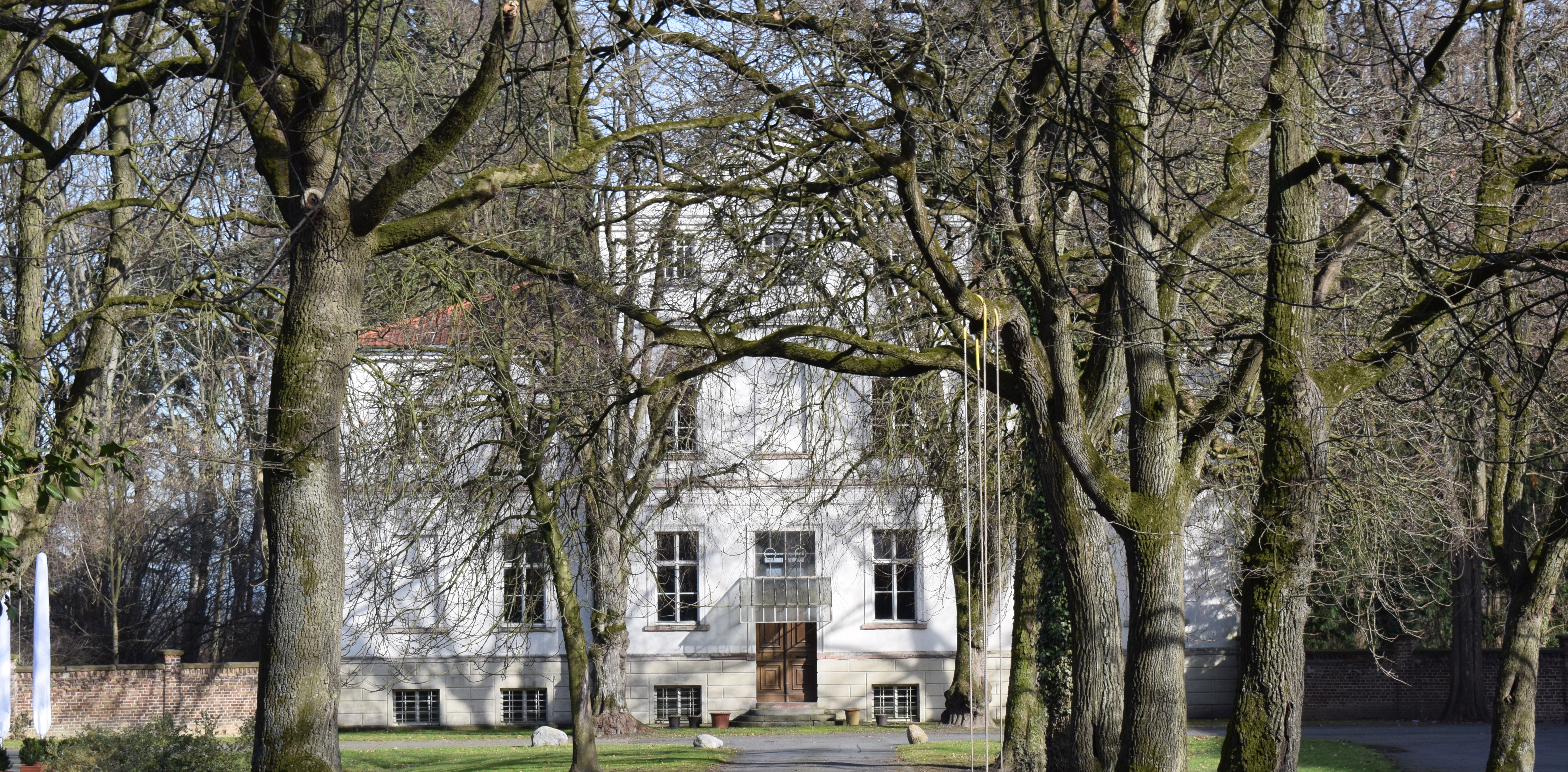
Herrenhaus

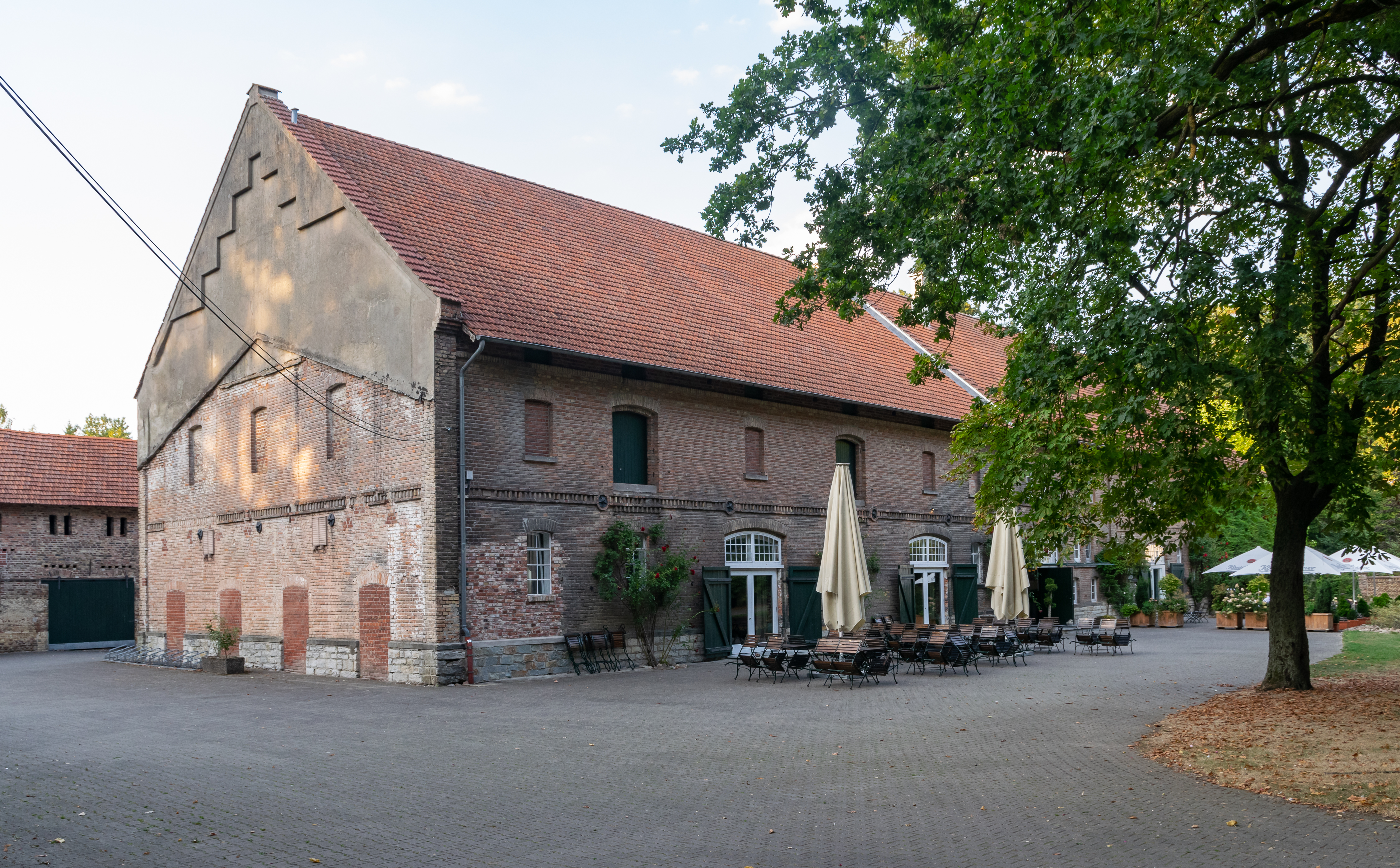
Wirtschaftsgebäude

Das Gut Ringelsbruch ist ein denkmalgeschütztes ehemaliges Hofgut aus der Mitte des 19. Jahrhunderts.

## Lage
Das Gut befindet sich auf dem Gebiet des Paderborner Stadtteils Elsen etwa 1 Kilometer nördlich von Wewer in Ostwestfalen, direkt an der Ausfahrt Nr. 27 der Bundesautobahn 33 und der B1.

## Geschichte
Die Entstehung von Gut Ringelsbruch und dessen Bezug zur Kultur und Musik ist nur mündlich überliefert. Bekannt ist jedoch, dass Bauherr Heinrich von Köppen (1824–1894) diese Gutsanlage zwischen 1850 und 1860 errichten ließ. Er nutzte sie als Standort seines Bauunternehmens, für Material, Pferde und Fuhrwerke.
Heinrich von Köppen war seit Oktober 1860 mit Franziska Rosenkrantz (1831–1918) verheiratet. Die Tochter Anna Luise Elise von Köppen, spätere Gräfin von Hagenburg, wurde am 3. Februar 1860 in Sankt Goarshausen geboren.
Nach dem Tode des Bauherren Anfang Februar 1894 wurde der Besitz von seiner hinterbliebenen Familie nur noch als Sommer-Landsitz genutzt. Die Tochter von Köppens, Anna Gräfin von Hagenburg (1860–1932), die seit 1893 mit Otto Heinrich zu Schaumburg-Lippe liiert war, erbte den Gutshof nach dessen Tod. Durch den von ihr vollzogenen Umbau ging jedoch der typische Charakter des Landhauses völlig verloren. Die enge Verbindung zwischen der Musik und dem Gut Ringelsbruch bestand aber schon immer. Neben der Familie des bekannten Cellisten Ludwig Hoelscher (1907–1996), verbrachte auch die bekannte Pianistin und „Enkelschülerin“ von Franz Liszt, Elly Ney (1882–1968) einen Teil ihres musikalischen Lebens auf Gut Ringelsbruch.
1933 wurde das Ensemble ein Landschulheim für Mädchen des Bundes Deutscher Mädel. Seit 1935 ist der Hof wieder in Privatbesitz.

## Nutzung
Um auch nach der Mechanisierung der Landwirtschaft die Hofstelle sinnvoll zu nutzen, steht heute dem Bürger an einigen besonderen Tagen diese denkmalgeschützte Gutsanlage für vielerlei Veranstaltungen zur Verfügung; als Restaurant, für Hochzeiten und Firmenjubiläen.
In einem Bebauungsplanverfahren soll die Möglichkeit geschaffen werden, diesen Landsitz in Zukunft zu erhalten und wirtschaftlich zu führen. Die leerstehenden Hofgebäude sollen in Büros umgewandelt werden, ohne den Charme des denkmalgeschützten Idylls zu stören.

## Beschaffenheit
Das Hauptgebäude (Herrenhaus) der Anlage entstand als ein klassizistisches, über zwei Etagen gehendes Landhaus mit Mezzaningeschoss und einer Freitreppe an der Parkseite.